# Maledetto colui che è solo
Maledetto colui che è solo è il terzo album da solista del cantante pop italiano Mauro Ermanno Giovanardi, pubblicato nel maggio 2013.
Il disco è realizzato insieme al Sinfonico Honolulu, orchestra italiana di ukulele.
Il disco contiene tre brani inediti (Accarezzami Musica, Solo E Col Sole In Faccia e Anche Se Non Lo Sai), diverse cover di artisti italiani, tra cui una realizzata insieme a Nada e pezzi di Giovanardi riarrangiati per l'occasione.
Il disco si aggiudica il Premio Tenco come miglior disco del 2013 nella categoria interpreti.

## Tracce
- Accarezzami Musica
- Io confesso
- Storia D'Amore (cover Adriano Celentano)
- Livorno feat. Nada (cover Piero Ciampi)
- Non È L'Amore Che Va Via (cover Vinicio Capossela)
- Solo E Col Sole In Faccia
- (I Buoni I Brutti E I Cattivi) Nel Ghetto (cover Alberto Radius)
- Ho Visto Nina Volare (cover Fabrizio De André)
- Come Ogni Volta (La Crus)
- Anche Se Non Lo Sai (inedito - Mauro Ermanno Giovanardi / Francesco Cusumano)
- Un Cuore a Nudo
- Noi Duri (cover Fred Buscaglione)

## Formazione
- Mauro Ermanno Giovanardi - voce
- Leziero Rescigno - percussioni
- Francesco Catalucci - mandolino
- Vincenzo Vasi - theremin, marimba
- Riccardo Tesi - organetto
- Paolo Milanesi - tromba, flicorno
- Tony Cattano - trombone
- Sinfonico Honolulu: Luca “Steve Sperguenzie” Vinciguerra (voce), Luca Carotenuto (ukulele e voce), Daniele Catalucci (basso, arrangiamenti e cori), Filippo Cevenini (ukulele), Francesco Damiani (ukulele), Giovanni Guarneri (ukulele e cori), Luca Guidi (ukulele), Gianluca Milanese (ukulele), Alessandro Rossini (ukulele e cori).